# Isoetes jeffreyi
Isoetes jeffreyi là một loài dương xỉ trong họ Isoetaceae. Loài này được D. M. Britton & D. F. Brunton mô tả khoa học đầu tiên năm 1992.
Danh pháp khoa học của loài này chưa được làm sáng tỏ. 